# Romano d'Ezzelino
Romano d'Ezzelino é uma comuna italiana da região do Vêneto, província de Vicenza, com cerca de 13.813 habitantes. Estende-se por uma área de 21 km², tendo uma densidade populacional de 658 hab/km². Faz fronteira com Bassano del Grappa, Borso del Grappa (TV), Cassola, Mussolente, Pove del Grappa, Solagna.

## Demografia
| Variação demográfica do município entre 1861 e 2011                               |
|                                                                                   |
| Fonte: Istituto Nazionale di Statistica (ISTAT) - Elaboração gráfica da Wikipedia |